# David Santisteban García
David Santisteban García (La Unión, Región de Murcia, 26 de junio de 2001), más conocido como Santisteban, es un futbolista español que juega de delantero en la Deportiva Minera.

## Trayectoria
Es un delantero formado en las categorías inferiores de la EF Torre Pacheco con el logró anotar 41 goles en su primer año de juvenil. Más tarde, pasaría por el Kelme CF de División de Honor con el que sumó 10 goles y en la temporada 2019-20 firmó por el Granada CF, con el que llegó hasta los 18 goles formando parte del Juvenil "A".
El 20 de agosto de 2020, firma por el FC Cartagena B de la Tercera División de España.
El 26 de febrero de 2021, hace su debut en la Segunda División de España en una victoria frente al CD Leganés por un gol a cero.
Más tarde, jugaría 5 partidos en la Segunda División de España a las órdenes de Luis Carrión, frente a RCD Mallorca, CD Tenerife, UD Logroñés y CF Fuenlabrada.
El 9 de julio de 2021, se hace oficial su marcha al Sevilla Atlético de la Primera División RFEF.
El 12 de agosto de 2022, firma en calidad de cedido por el C. D. San Roque de Lepe de la Segunda División RFEF.
Más tarde, en la temporada 23/24, aunque al final del mercado invernal ficharía por el UCAM Murcia Club de Fútbol de la Segunda División RFEF.
En la temporada 24/25, jugará para el Xerez CD en Segunda RFEF Grupo IV.
En la temporada 24/25, jugará para la Deportiva Minera en Segunda RFEF Grupo IV.